# Béal na Bláth
Béal na Bláth o Béal na Blá (también conocido como Bealnablath o Bealnabla) es un pequeño pueblo situado en la carretera R585 en el condado de Cork, en Irlanda. La localidad es conocida por ser el lugar de la emboscada y muerte del líder revolucionario irlandés Michael Collins en 1922.

## Michael Collins
El 22 de agosto de 1922, durante la guerra civil irlandesa, Michael Collins, Presidente del Gobierno Provisional y Comandante en Jefe del Ejército Nacional, fue asesinado en una emboscada cerca de Béal na Bláth por las fuerzas del IRA mientras viajaba en un convoy desde Bandon. La emboscada fue planeada en una granja en el pueblo cercano a The Diamond Bar. Las conmemoraciones se llevan a cabo el domingo más cercano al aniversario de su muerte. Una cruz conmemorativa se encuentra 1 km al sur de la aldea, en el lugar del tiroteo próximo al townland de Glannarogue (en irlandés: Gleann na Ruaige), en una carretera local que era un camino de tierra cuando Collins recibió un disparo. Un pequeño pilar blanco marcado con una cruz, ubicado justo a la derecha de los escalones, marca el lugar exacto donde cayó.